# Greenwood (Arkansas)
Pour les articles homonymes, voir Greenwood.
La ville de Greenwood est le siège du comté de Sebastian, dans l'Arkansas, aux États-Unis d'Amérique.

## Démographie
| 1880 | 1890 | 1900 | 1910  | 1920  | 1930 |
| ---- | ---- | ---- | ----- | ----- | ---- |
| 204  | 587  | 491  | 1 124 | 1 374 | 591  |

| 1940  | 1950  | 1960  | 1970  | 1980  | 1990  |
| ----- | ----- | ----- | ----- | ----- | ----- |
| 1 219 | 1 634 | 1 558 | 2 032 | 3 317 | 3 984 |

| 2000  | 2010  | - | - | - | - |
| ----- | ----- | - | - | - | - |
| 7 112 | 8 952 | - | - | - | - |

## Source
- (en) Cet article est partiellement ou en totalité issu de l’article de Wikipédia en anglais intitulé « Greenwood, Arkansas » (voir la liste des auteurs).